# Gunilla Serner
Siv Aura Gunilla Rönnow, känd under tidigare namnet Gunilla Serner, född 21 september 1932 i Stockholm, död 4 december 2020, var en svensk målare och grafiker.
Serner studerade reklamkonst, grafik och måleri vid Högre konstindustriella skolan i Stockholm 1953–1954. Hon var därefter knuten till Folkparksteatern som affischkonstnär. Hennes konst består av porträtt, figurstudier och landskap i en naturalistisk stil samt målningar i mer abstrakt stil. 
Hon var dotter till fil. dr. Sixten Rönnow och Aura Palmskog-Thilander och gift första gången 1956–1961 med skådespelaren Håkan Serner och andra gången 1964–1965 med konstnären Hans W. Sundberg (1922–2004). 